# Houtman Abrolhos

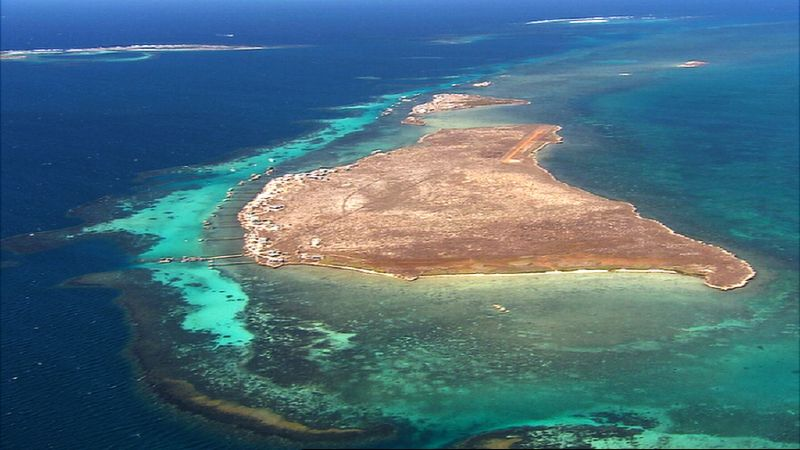
Rat Island

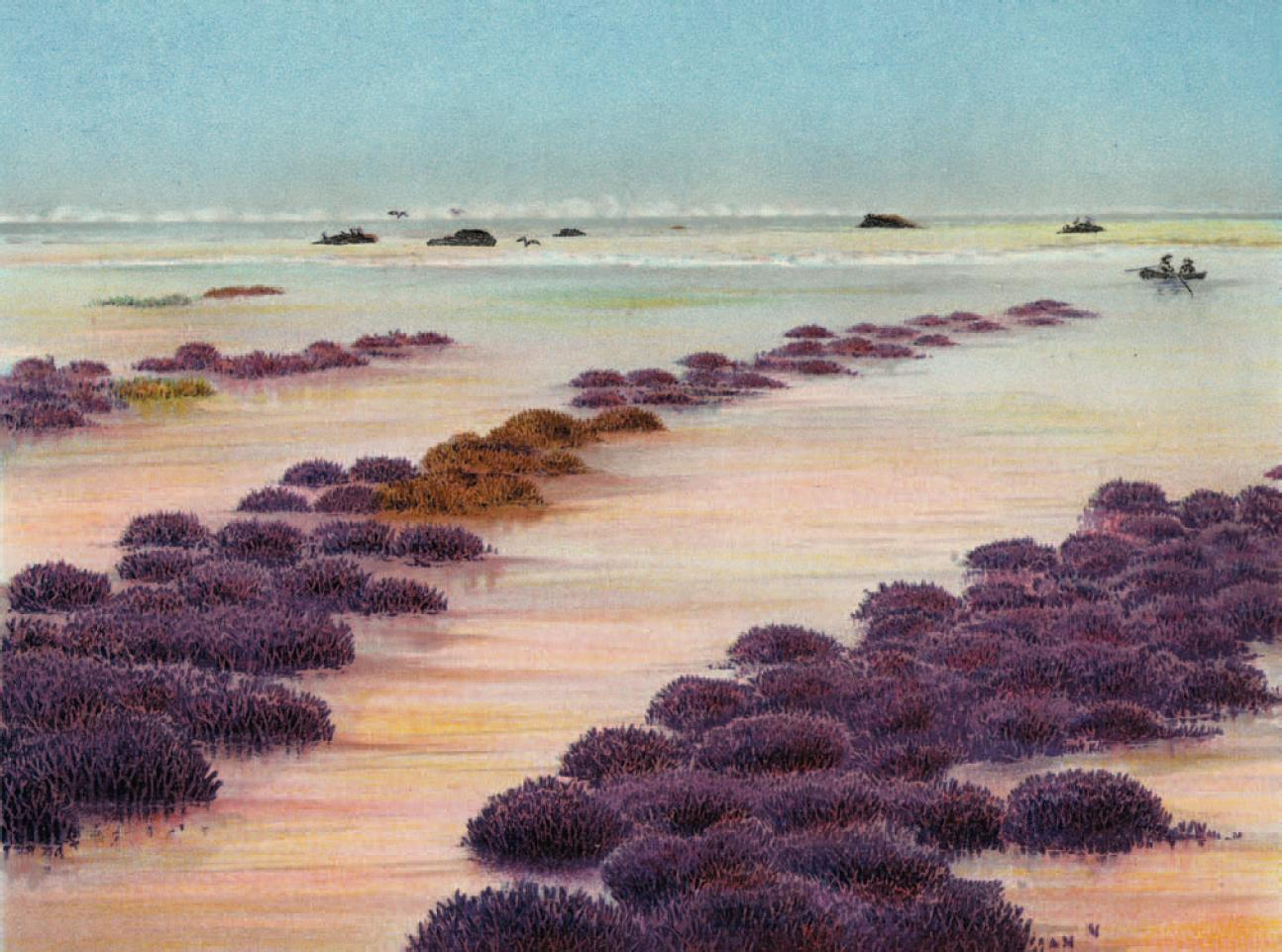
Obraz Williama Saville-Kenta przedstawiający korale, namalowany podczas wizyty na Houtman Abrolhos w 1884 roku

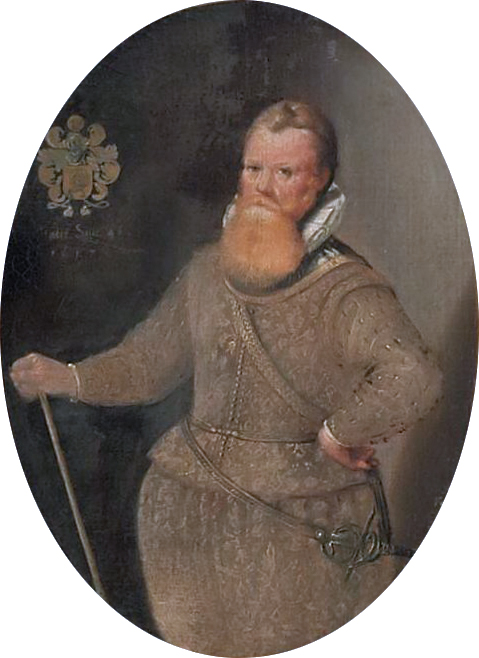
Fryderyk de Houtman

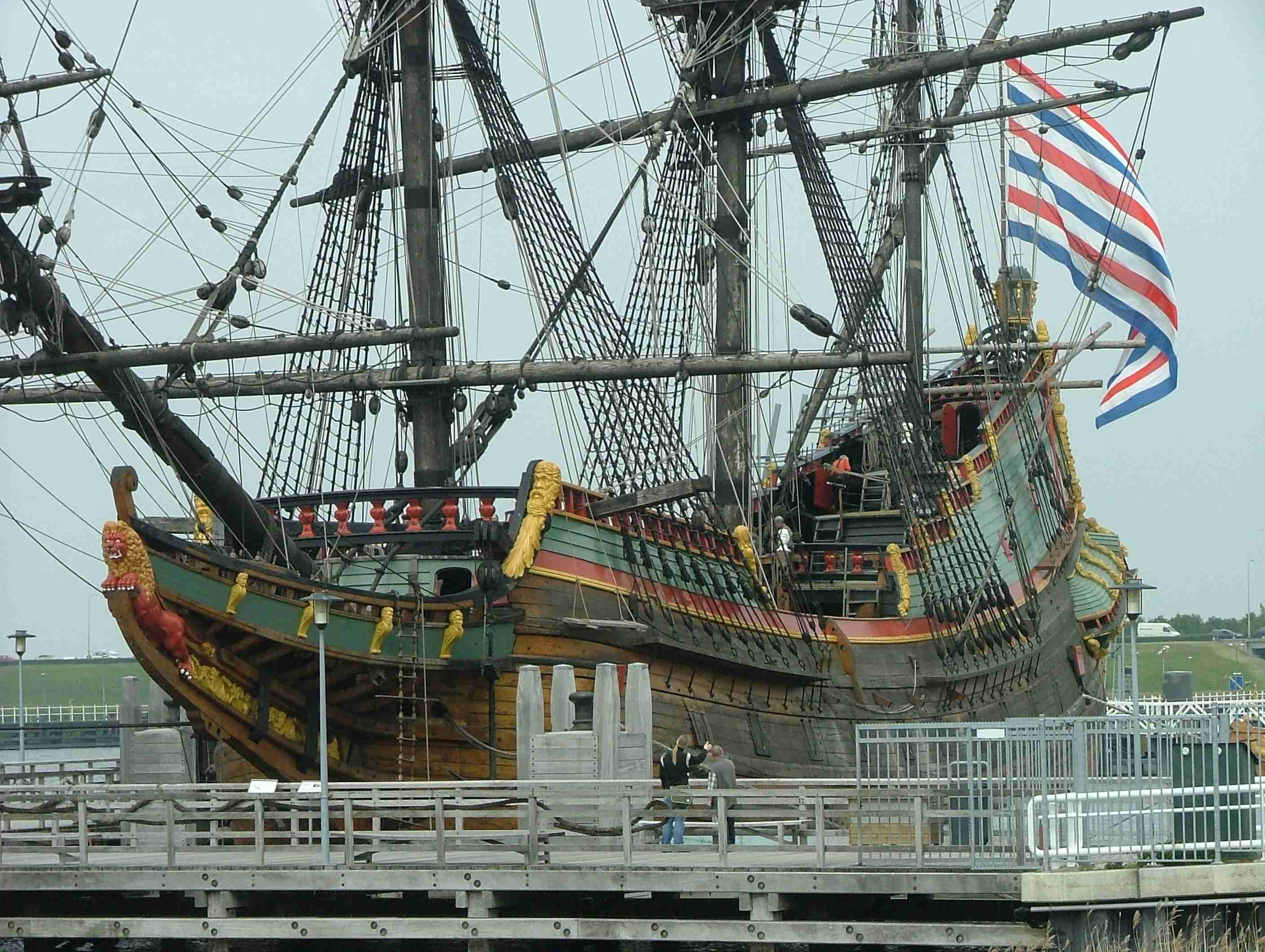
XX-wieczna replika Batavii

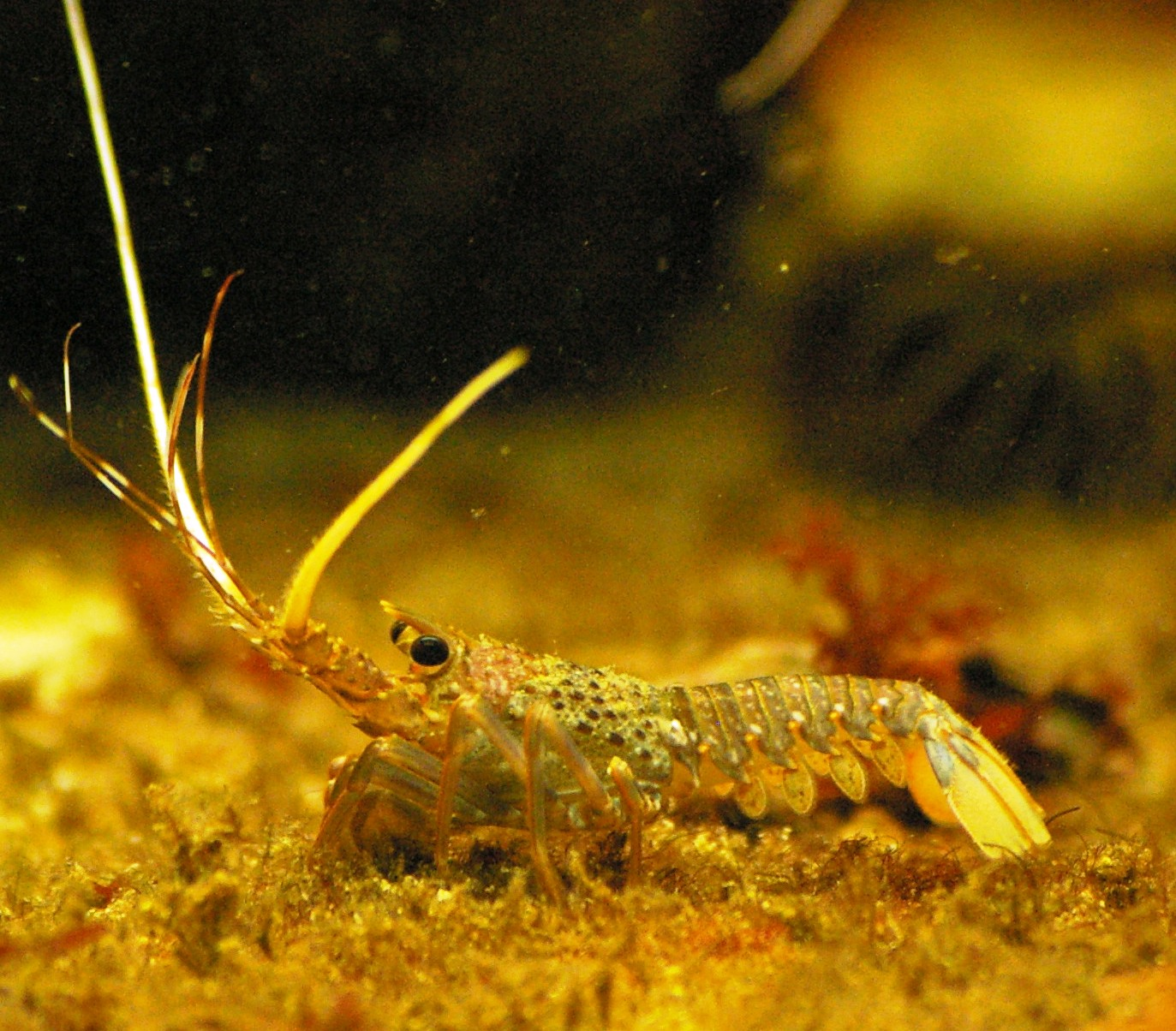
Panulirus cygnus – homar poławiany Houtman Abrolhos

Houtman Abrolhos, także nazywane potocznie Abrolhos Island – archipelag 122 wysp i raf koralowych na Oceanie Indyjskim u zachodnich wybrzeży Australii (stan Australia Zachodnia), ok. 80 km od Geraldton.

## Położenie
Archipelag Houtman Abrolhos składa się z wysp i raf koralowych na granicy szelfu kontynentalnego Australii zachodniej pomiędzy 28°15’S a 29°00’S, rozciągających się z północy na południe na odcinku 100 km. Od lądu Australii Houtman Abrolhos oddziela Geelvink Channel, a sam archipelag leży ok. 80 km od Geraldton.
Na archipelag składają się trzy grupy wysp: Wallabi-North Island Group, Easter Group i Pelsaert Group (także zwana Southern Group), oddzielone od siebie przez Middle Channel i Zeewijk Channel.

## Geologia
Zbudowane z wapienia wyspy mają ok. 125 tysięcy lat. Wapień powstał na bazie rafy koralowej, a następnie burze i cyklony naniosły na niego piasek i kamienie, budując wyspy. Proces ten trwa do dziś.
Powierzchnia wysp jest płaska ze wzniesieniami nie przekraczającymi 3-5 metrów n.p.m.. Najwyższym wzniesieniem jest sięgające 14 m n.p.m. Flag Hill na East Wallabi Island.

## Klimat
Przez większą część roku na wyspach wieją silne wiatry, przeważnie z południa. W okresie od grudnia do maja do wysp mogą zbliżać się cyklony – od 1915 roku cyklon przechodził w odległości ok. 400 km od North Island średnio co dwa i pół roku.
Na North Island znajduje się stacja meteorologiczna, która od 2000 roku zbiera dane odnośnie do temperatur i opadów. Na podstawie zebranych danych średni roczny opad to 272 mm, przy czym najsilniejsze opady mają miejsce w okresie od kwietnia do września. Latem temperatura waha się od 21 do 27 °C, a zimą utrzymuje w granicach 16–22 °C.

## Flora i fauna
Rafy koralowe Houtman Abrolhos to jedne z najdalej wysuniętych na południe tego typu formacji na Oceanie Indyjskim. Ich egzystencję umożliwia przechodzący tędy ciepły prąd morski Leeuwin, który utrzymuje średnią temperaturę wody morskiej w granicach 20-24 °C. Występująca tu morska flora i fauna obejmuje zarówno gatunki tropikalne, jak i te występujące w wodach o temperaturach umiarkowanych. 
Znaleziono tu 211 gatunków korali (inne źródła mówią o 184 gatunkach w obrębie 42 rodzajów), 49 gatunków mięczaków i 172 szkarłupni, 389 gatunków ryb. Występują tu m.in. homary Panulirus cygnus i jadalne strzykwy.
Wyspy są jednym z najważniejszych miejsc lęgowych w Australii – około 2 milionów ptaków spośród 35 gatunków gniazduje tu rocznie. Na wyspach występują m.in. rybołówki: brunatna i cienkodzioba, rybitwy, m.in. rybitwa różowa, a także burzyk mały, czy przepiórnik śniady.
Houtman Abrolhos są najbardziej wysuniętym na północ terenem występowania uchatki australijskiej.

## Nazwa
Archipelag nazwany został na cześć holenderskiego żeglarza Fryderyka de Houtmana – odkrywcy wysp w 1619 roku.
Pod koniec 1618 roku Holenderska Kompania Wschodnioindyjska (hol. Vereenigde Oostindische Compagnie (VOC)) powierzyła Fryderykowi de Houtmanowi dowództwo wyprawy do Indii Wschodnich, w której uczestniczyło 11 statków. Flota rozproszyła się przed osiągnięciem Przylądka Dobrej Nadziei – dwa statki Dordrecht (kapitan: Fryderyk de Houtman) i Amsterdam (kapitan: Jakub d’Edel) popłynęły w dalszą drogę na Jawę razem. W 1617 władze holenderskie wydały instrukcje dla żeglujących do Indii Wschodnich, by od Przylądka Dobrej Nadziei płynęli na wschód wzdłuż 38°S równoleżnika, korzystając ze stałych wiatrów zachodnich – ryczących czterdziestek. Obierając tę drogę, trudno było jednak wykonać precyzyjny zwrot na północ, gwarantujący bezpośrednie dotarcie do Jawy. Wiele statków lądowało na wybrzeżach Australii, dokonując przypadkowych odkryć geograficznych. 8 czerwca 1619, w drodze do Batawii De Houtman ujrzał ląd na szerokości 32° 20’S. Houtman nazwał ten pas lądu Dedelsland, na cześć Jacoba Dedela, członka Raad van Indië – rady zarządzającej holenderskim imperium kolonialnym, który podróżował na pokładzie Amsterdamu. Jednak zła pogoda uniemożliwiła zejście na ląd. De Houtman był przekonany, że to część wybrzeża odkrytego dwa lata wcześniej przez Dirka Hartoga, chociaż ziemie te leżały o 10° stopni dalej na południe. Członkowie tej wyprawy jako pierwsi Europejczycy opisali ziemię na południe od ujścia Rzeki Łabędziej (ang. Swan River) koło Perth i nazwali ją d’Edelsland. Następnie wyprawa de Houtmana udała się dalej na północ, gdzie około równoleżnika 28° 46’S odkryto liczne wyspy i rafy, które załoga naniosła na swoje mapy pod nazwą Abrolhos.
Przez długi czas uważano, że nazwa Abrolhos pochodzi od zniekształconej formy jednego z dwóch wyrażeń portugalskich: abro olhos (pol. otwórz oczy) lub abri vossos alhos (pol. miej oczy otwarte). Według Forsytha nie jest to jednak właściwa etymologia tego słowa. W ówczesnym języku portugalskim abrolhos znaczyło spiczaste przeszkody i było określeniem nie tylko przybrzeżnych raf, ale również owoców kotewki. Owoców kotewki używano dawniej do zatrzymywania ataków konnicy, przez ich rozrzucenie po drodze, gdzie skutecznie kaleczyły końskie kopyta. Dla Hiszpanów słowo to brzmiało jak abre ojos (pol. otwórz oczy), stąd też zniekształcone znaczenie tego słowa, którego później używali autorzy angielsko-, holendersko- i niemieckojęzyczni. 
Według niektórych badaczy (McIntyre, 1977), portugalska nazwa wysp może być dowodem na to, że teren ten został odkryty wcześniej przez żeglarzy portugalskich. Wyspy miały pojawić się nienazwane na większości francuskich map z Dieppe w połowie XVI wieku. Natomiast na mapie sporządzonej przez Pierre'a Desceliersa w 1553 roku, wyspy miały pojawić się pod nazwą Abrolho. 
Wyspy pod nazwą Houtman Abrolhos zostały po raz pierwszy naniesione na drukowane mapy przez Hessela Gerritsza w 1628 roku, a mapy samych wysp zostały sporządzane przez Johna Lorta Stokes'a z HMS Beagle.

## Historia
Pomimo trudnych warunków nawigacyjnych, wiele statków europejskich przybywało na wyspy – część została zniesiona z kursu, a część przybyła celowo, np. w celu zebrania guano. Ponad 60 jednostek zatonęło u wybrzeży Houtman Abrolhos.
W 1629 roku rozbił się tu należący do Holenderskiej Kompanii Wschodnioindyjskiej galeon Batavia, który zszedł z kursu w wyniku spisku. Część załogi, która przeżyła katastrofę zbuntowała się, co doprowadziło do masakry, w której zginęło 125 osób. Wrak Batavii został odnaleziony w 1963 roku, a w latach 1973–1974 przeprowadzono prace archeologiczne, dzięki którym wydobyto ponad 3000 obiektów. Fragmenty Batavii zostały zrekonstruowane i wystawione w Western Australian Maritime Museum, obiekty wydobyte z wraku znajdują się na wystawach w Western Australian Museum w Geraldton. W 2006 roku wrak Batavii oraz miejsce obozowania rozbitków zostały wciągnięte na listę narodowego dziedzictwa Australii. 
W 1727 roku na skałach Half Moon Reef w Pelsaert Group rozbił się Zeewijk – kolejny statek Holenderskiej Kampanii Wschodnioindyjskiej w drodze do Batawii. Wielu członków załogi uratowało się i dopłynęło na pobliską Gun Island, gdzie rozbitkowie zbudowali z materiałów odzyskanych z wraku 20-metrowy statek Sloepie, na którym dopłynęli do Batawii po ponad miesięcznym rejsie. Sloepie był pierwszym statkiem oceanicznym zbudowanym na terenie Australii. W 1840 roku HMS Beagle odnalazł wrak Zeewijka, a kanał gdzie znaleziono pozostałości statku nazwano Zeewijk Channel.
Raport kapitana Johna Wickhama z wyprawy HMS Beagle wspominał o znalezieniu na wyspach Houtman Abrolhos guana używanego w Europie i Stanach Zjednoczonych do produkcji nawozów. W 1879 na wyspy przybył John Forrest, by oszacować zasoby guana. Pierwszy transport guana opuścił wyspy w 1844 roku, a w 1847 roku Pelsart Fishing Company rozpoczęła jego komercyjne wydobycie. Wydobycie guana zakończono w 1946 roku, a pozostałości po działalności przemysłowej nadal są widoczne na wyspach Rat Island, Gun Island, Pelsaert Island i Pigeon Island.
W latach 20. XX wieku na wyspach rozwinął się połów homarów, który rozkwitł podczas II wojny światowej, po decyzji administracji rządowej z 1941 roku odnośnie do zaopatrzenia wojskowych kantyn w homary. W 1942 roku na East Wallabi Island Royal Australian Air Force (RAAF) wybudowało pas startowy i założyło bazę, którą zamknięto w marcu 1943 roku.